# Fragilariopsis cylindrus
Fragilariopsis cylindrus és una diatomea, una alga microscòpica unicel·lular present en l'aigua dels mars i en l'aigua gelada de l'Àrtida i l'Antàrtic. Es classifica com a fitoplàncton polar i té un gran pes en la fotosíntesi polar.